# UnitedHealthcare Women's Team
UnitedHealthcare Pro Cycling Women's Team (UCI-teamcode: UHC) was een Amerikaanse wielerploeg voor vrouwen, die van 2014 tot en met 2018 deel uitmaakte van het peloton. De ploeg werd, net als de mannenploeg, gesponsord door de grootste zorgverzekeraar van de VS: UnitedHealthcare.
Tijdens het WK ploegentijdrit in 2014 in het Spaanse Ponferrada werd het team zesde. De ploeg evenaarde deze prestatie tijdens het WK ploegentijdrit in het Amerikaanse Richmond in 2015. De individuele tijdrit op het WK werd gewonnen door de Nieuw-Zeelandse Linda Villumsen. Ze reed deze tijdrit niet op een fiets van de ploeg (merk Wilier), waarna ploegbaas Mike Tamayo haar ontslag heeft overwogen. Enkele weken later werd echter bekend dat Villumsen ook in 2016 bij UnitedHealthcare zou rijden. Zij kreeg dat jaar vijf nieuwe ploeggenoten, waaronder voormalig Nederlands kampioen Iris Slappendel en de paralympiër Shawn Morelli, die als Amerikaanse soldaat in 2007 gehandicapt raakte door een bom in Afghanistan. Toen zowel de mannen- als vrouwenploeg eind 2018 geen nieuwe sponsor konden vinden, werd besloten om beide teams na vijf seizoenen op te heffen. De meeste rensters hadden reeds een nieuwe ploeg gevonden, zo vertrok Katie Hall naar Boels Dolmans, Diana Peñuela naar Alé Cipollini, Lauretta Hanson naar Trek-Segafredo en Leah Thomas en Elizabeth Banks naar Cervélo-Bigla.

## Teamleden

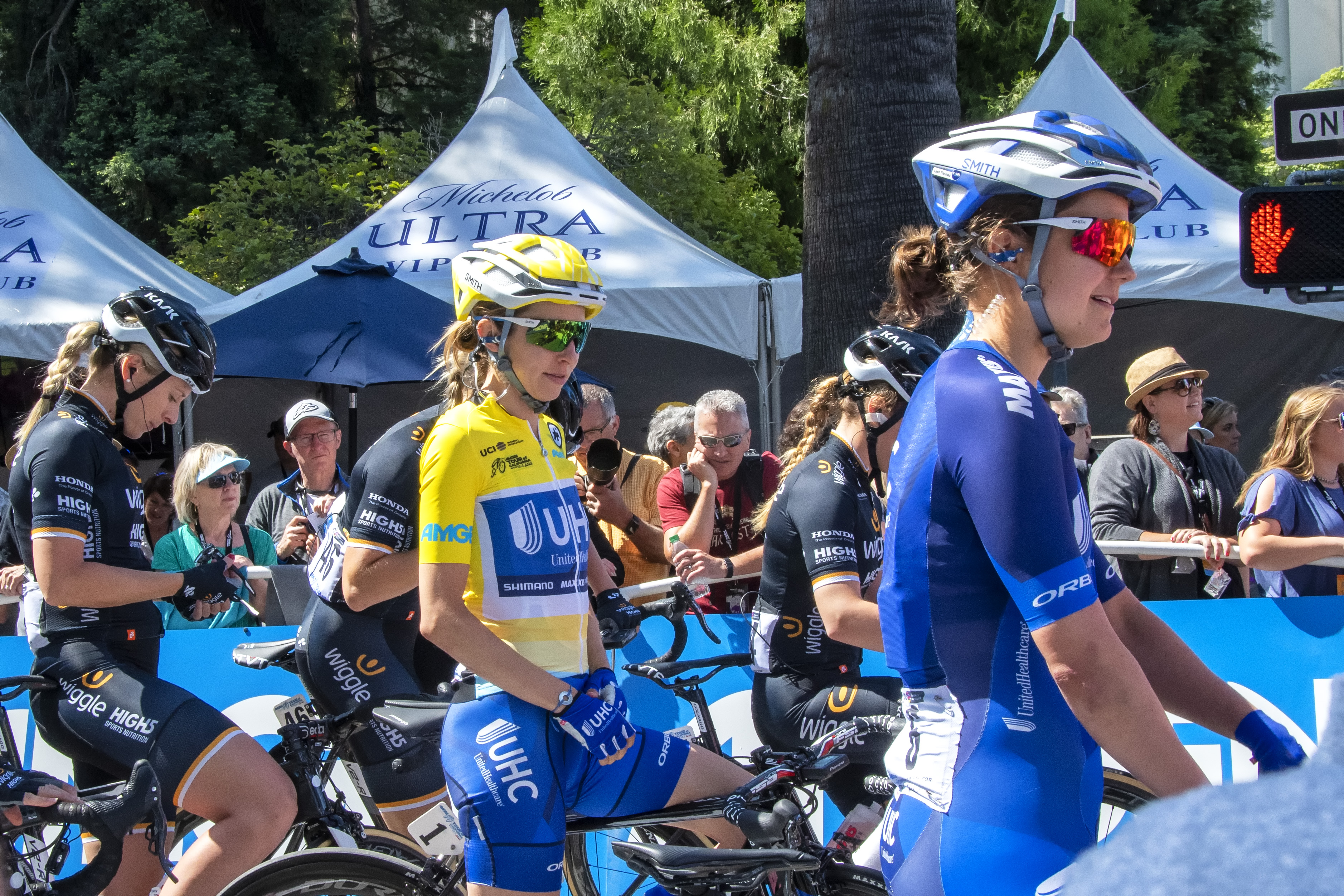
Katie Hall & Leah Thomas in 2018

### 2018
| Naam                   | Geboortedatum | Nationaliteit       | Vorige ploeg            |
| ---------------------- | ------------- | ------------------- | ----------------------- |
| Elizabeth Banks        | 07-11-1990    | Verenigd Koninkrijk |                         |
| Rushlee Buchanan       | 20-01-1988    | Nieuw-Zeeland       | Team TIBCO - To The Top |
| Janelle Cole           | 19-10-1996    | Verenigde Staten    | TWENTY16-Ridebiker      |
| Lauretta Hanson        | 29-10-1994    | Australië           | Colavita-Bianchi        |
| Katie Hall*            | 06-01-1987    | Verenigde Staten    |                         |
| Lauren Hall*           | 02-02-1979    | Verenigde Staten    | Team TIBCO - To The Top |
| Diana Carolina Peñuela | 08-09-1986    | Colombia            |                         |
| Leah Thomas            | 30-05-1989    | Verenigde Staten    | Sho-Air TWENTY20        |

* Katie Hall en Lauren Hall zijn geen familie van elkaar.

### Bekende ex-rensters
- Mara Abbott (2014)
- Katie Hall (2014-2018)
- Lauren Hall (2017-2018)
- Alison Powers (2014)
- Coryn Rivera (2014-2016)
- Alexis Ryan (2014-2015)
- Leah Thomas (2018)

- Scotti Wilborne (2014-2015)
- Ruth Winder (2014-2017)
- Tayler Wiles (2017)
- Rushlee Buchanan (2014-2018)
- Linda Villumsen (2015-2016)
- Lauretta Hanson (2017-2018)

- Elizabeth Banks (2018)
- Hannah Barnes (2014-2015)
- Sharon Laws (2014)
- Hayley Simmonds (2016)
- Diana Peñuela (2016-2018)
- Iris Slappendel (2016)

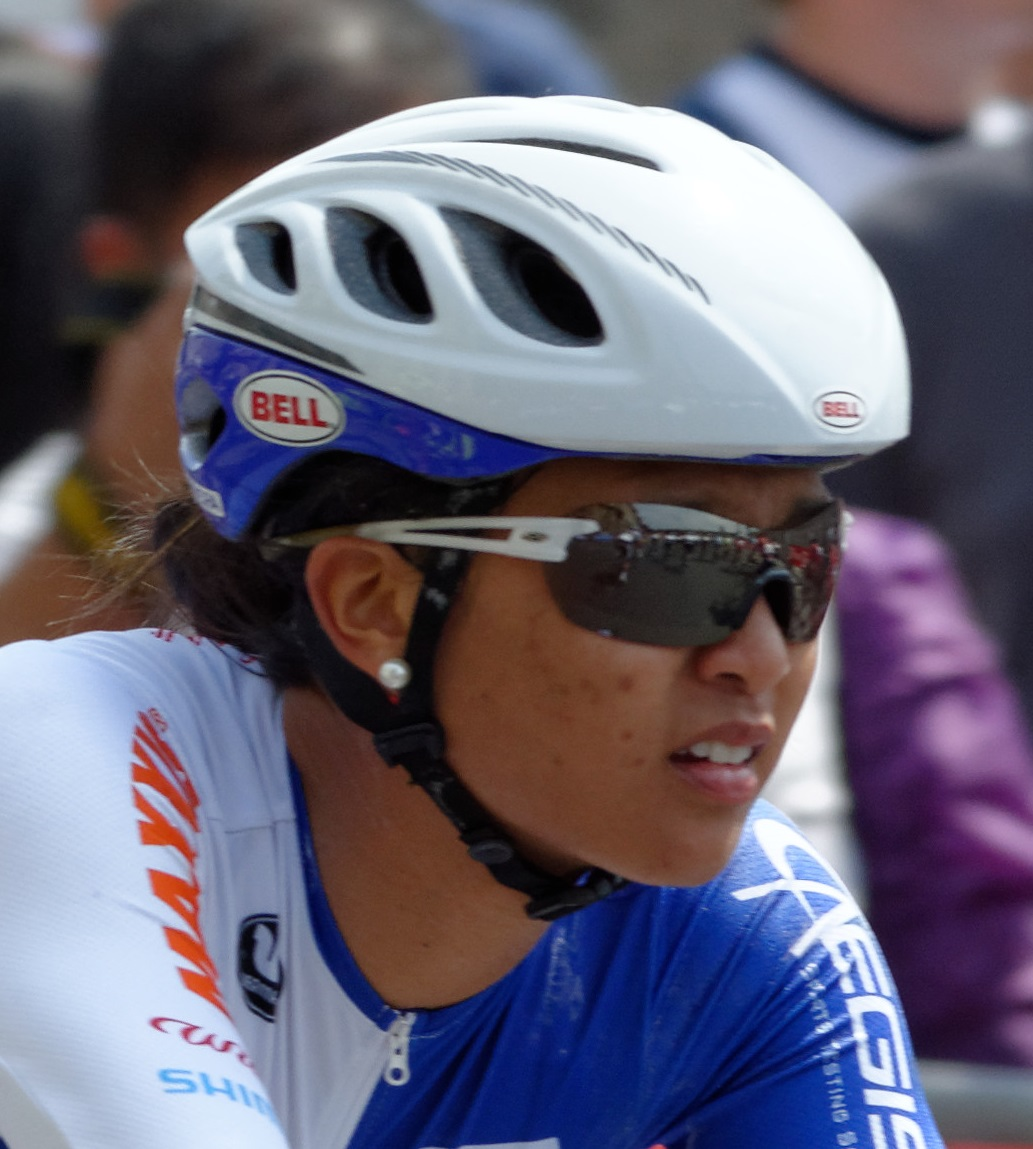
Coryn Rivera
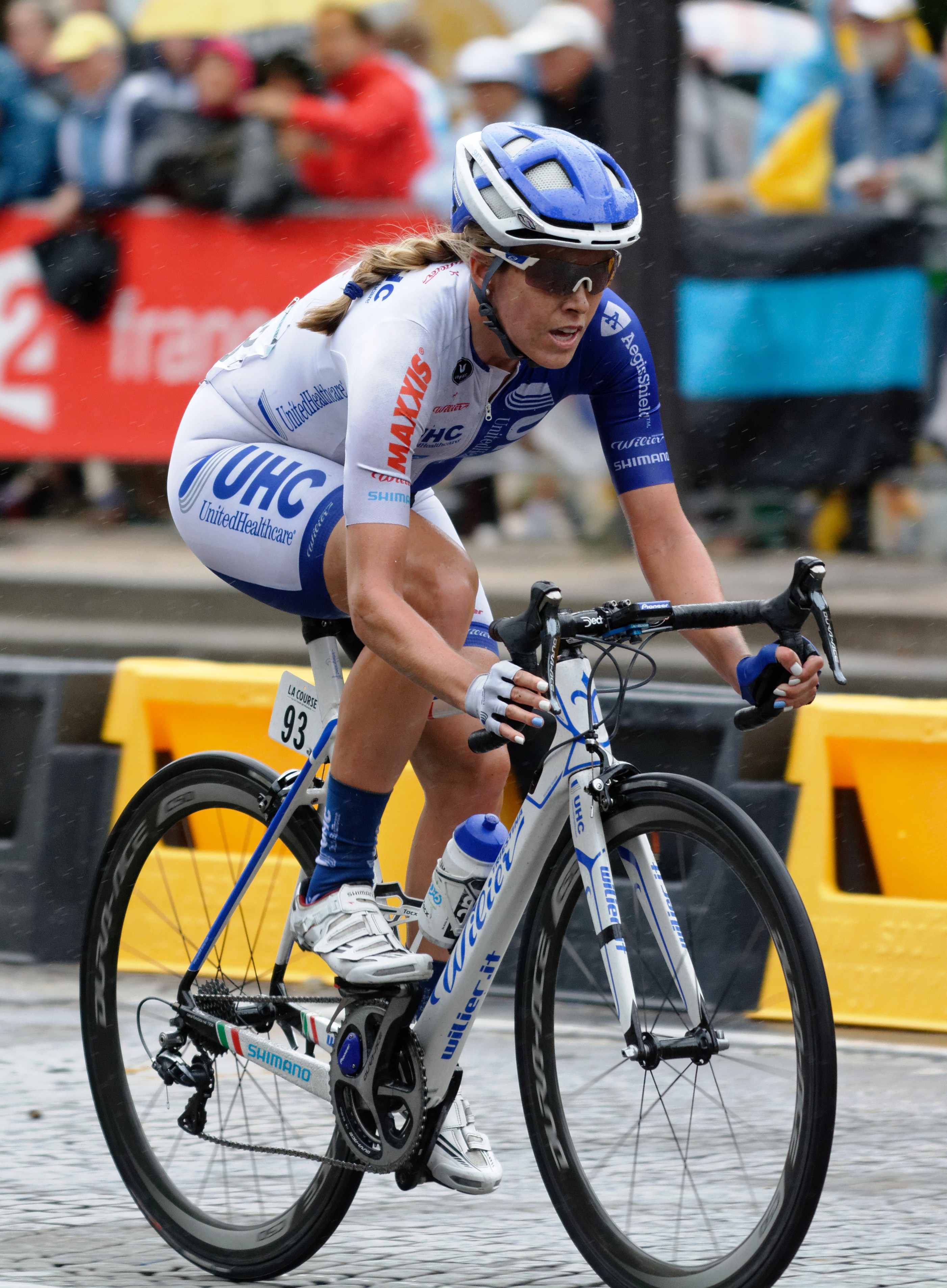
Rushlee Buchanan
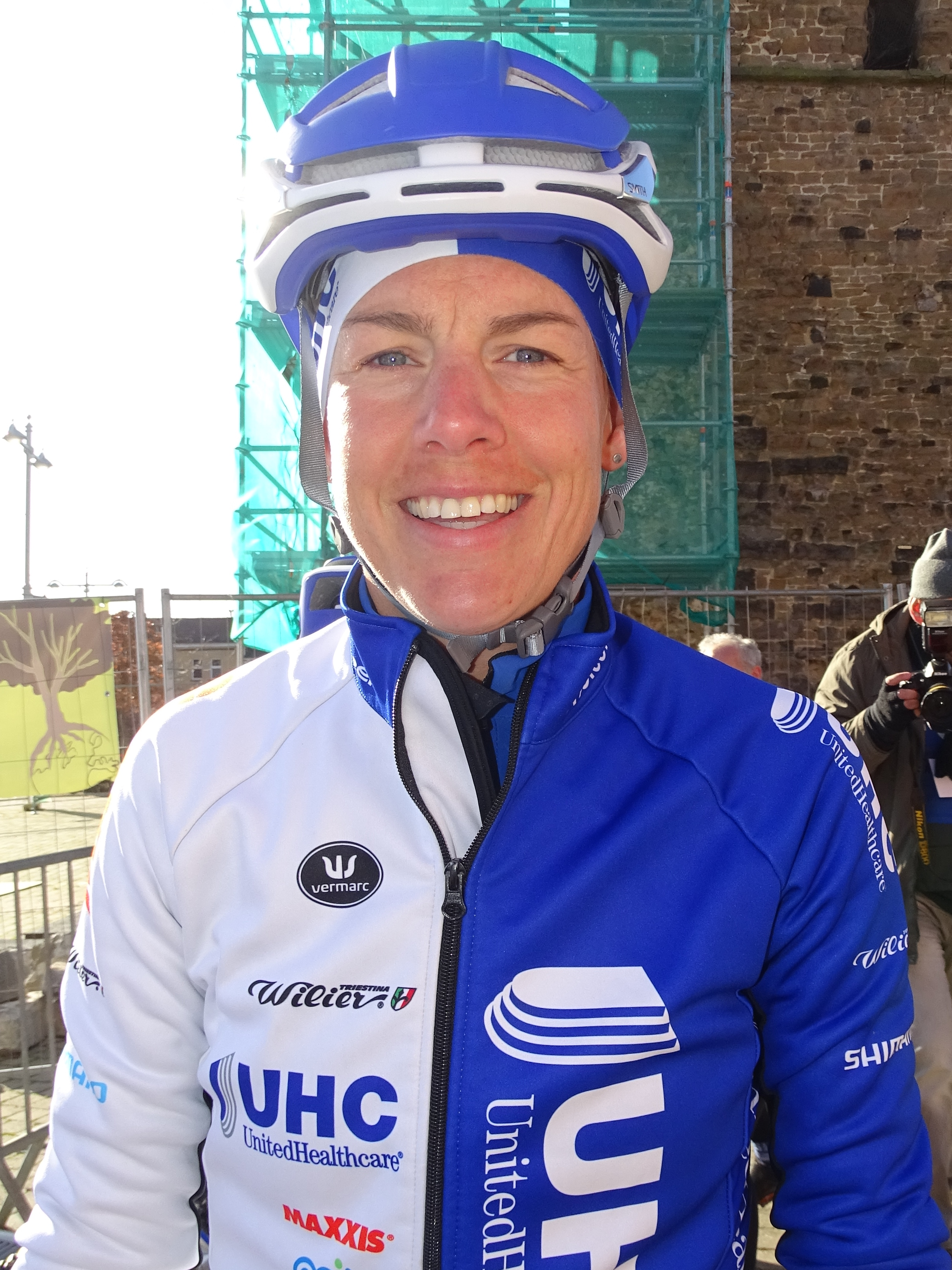
Iris Slappendel
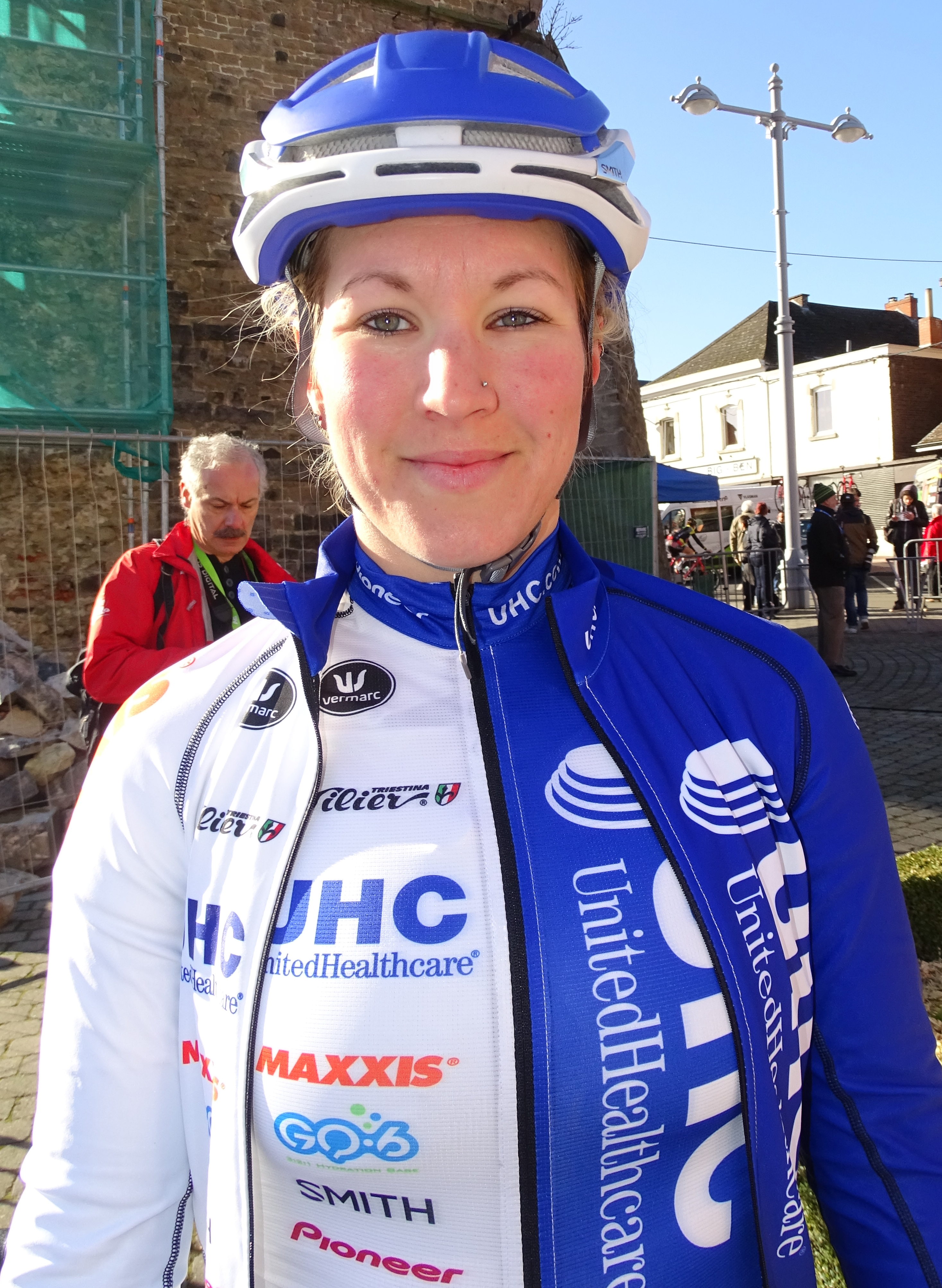
Hayley Simmonds
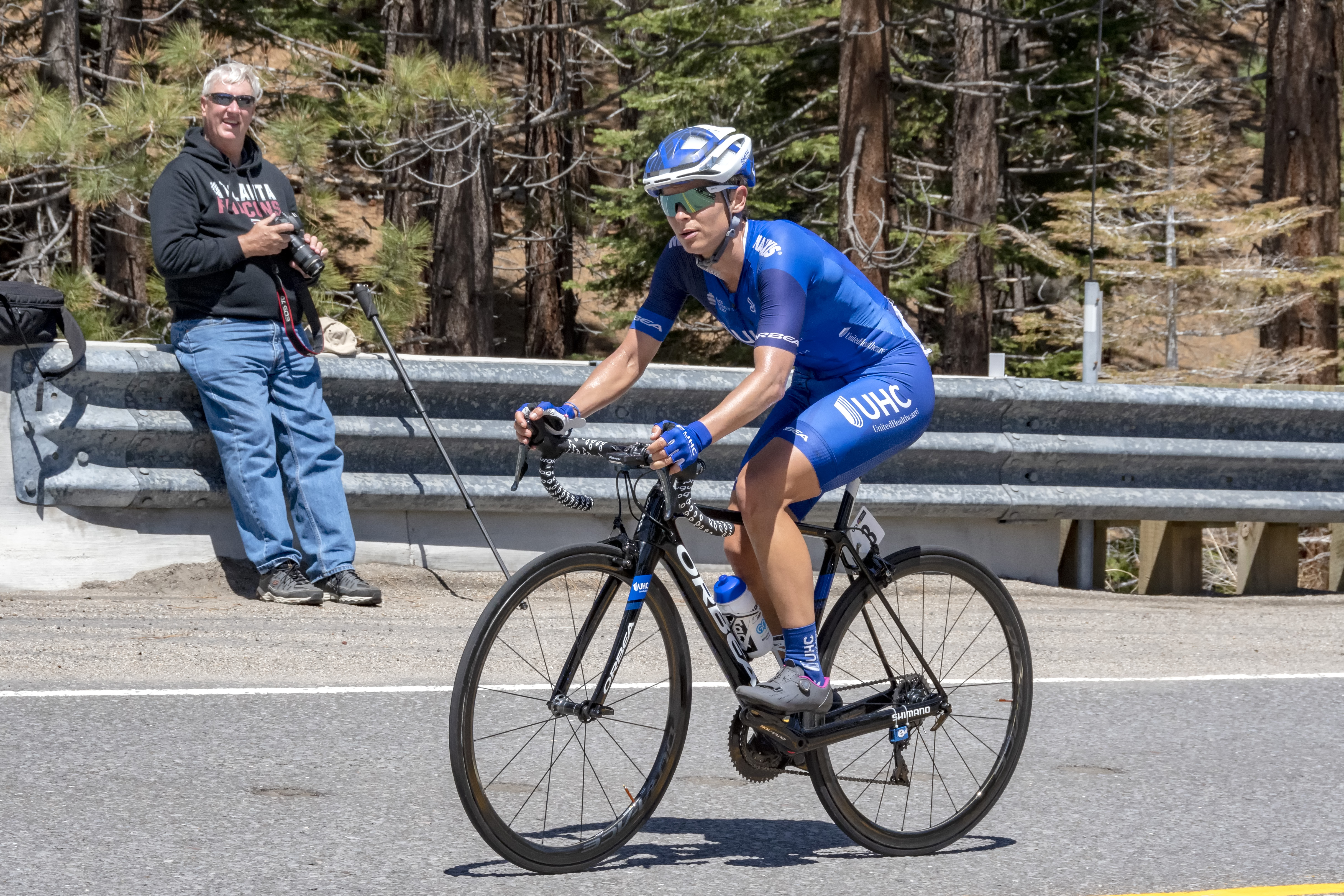
Lauren Hall

## Belangrijkste overwinningen
2014
- Eindklassement, 1e en 3e etappe Tour de San Luis, Hannah Barnes en Alison Powers
- Grand Prix de Oriente, Mara Abbott
- Eindklassement en 4e etappe Vuelta a El Salvador, Mara Abbott

2015
- 1e, 2e en 5e etappe Tour de San Luis, Hannah Barnes en Katie Hall
- 1e etappe Tour of California, Katie Hall
- 5e etappe The Women's Tour, Hannah Barnes
- 5e en 6e etappe Thüringen Rundfahrt, Coryn Rivera en Katie Hall

2016
- Eindklassement en 5e etappe Tour de San Luis, Katie Hall
- 1e etappe Tour de San Luis, Coryn Rivera
- Eindklassement, 2e en 3e etappe Joe Martin Stage Race, Coryn Rivera
- 1e etappe (tijdrit) Joe Martin Stage Race, Linda Villumsen
- 7e etappe Thüringen Rundfahrt, Coryn Rivera

2017
- Eindklassement, 1e (tijdrit), 2e en 4e etappe Joe Martin Stage Race, Ruth Winder
- Eindklassement Ronde van de Gila, Tayler Wiles
- 1e en 5e etappe en bergklassement Ronde van de Gila, Katie Hall
- Bergklassement en 2e etappe Ronde van Californië, Katie Hall
- Eindklassement, 1e en 2e etappe Tour de Feminin - O cenu Českého Švýcarska, Ruth Winder

2018
- Eind-, ploegen- en bergklassement en 2e etappe Ronde van Californië, Katie Hall
- Eindklassement en 1e etappe Ronde van de Gila, Katie Hall
  - 5e etappe, Diana Peñuela
- Eindklassement en 3e etappe Joe Martin Stage Race, Katie Hall
  - 1e etappe, Diana Peñuela
- Eindklassement Tour de Feminin - O cenu Českého Švýcarska, Leah Thomas
  - Bergklassement, Katie Hall
  - 3e etappe, Lauretta Hanson
- GP de Gatineau, Lauren Hall

### Kampioenschappen
2014
- Nieuw-Zeelands kampioen op de weg, Rushlee Buchanan
- Amerikaans kampioen op de weg, Alison Powers
- Amerikaans kampioen tijdrijden, Alison Powers

2015
- Wereldkampioen tijdrijden, Linda Villumsen
- Nieuw-Zeelands kampioen tijdrijden, Linda Villumsen
- Canadees kampioen ploegenachtervolging, Laura Brown

2016
- Nieuw-Zeelands kampioen op de weg, Rushlee Buchanan
- Nieuw-Zeelands kampioen tijdrijden, Rushlee Buchanan

2017
- Nieuw-Zeelands kampioen op de weg, Rushlee Buchanan